# Баша, Марко
Ма́рко Ба́ша (черног. Марко Баша / Marko Baša; род. 29 декабря 1982[…], Трстеник, Кралево) — югославский, сербский и черногорский футболист, защитник.

## Биография

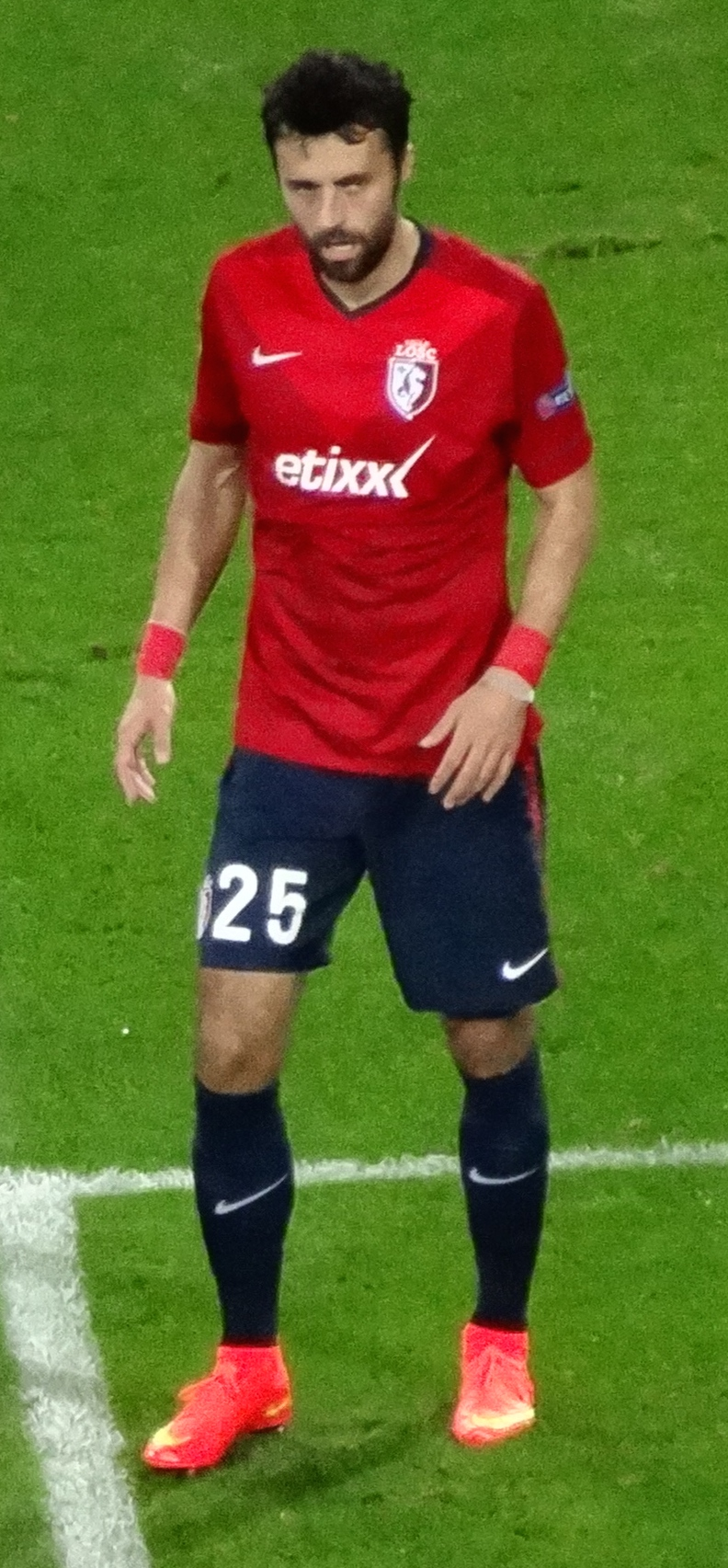
Баша в 2014 году

Марко Баша наполовину черногорец (по отцовской линии). Его мать — сербка из Трстеника.

### Клубная карьера
Баша перешёл в московский «Локомотив» в середине сезона 2008, сразу став игроком основы, проведя 11 игр. Но в следующем сезоне он сыграл в чемпионате лишь на одну игру больше. Виной тому стали травмы, пропуск матчей из-за дисквалификации и возвращение из аренды Малхаза Асатиани, которому в то время главный тренер больше доверял. Гораздо лучше сложилось для него начало сезона 2010, когда столп обороны «Локо» Родолфо получил тяжелую травму, и место в центре обороны стало вакантным. Пропустив первые два тура из-за травмы, Баша провёл все оставшиеся матчи до летнего перерыва. Во второй половине чемпионата Марко также являлся игроком основы, играя в связке с Дюрицей. В сезоне 2011 он практически не играл за «Локомотив» из-за травм.
23 июня 2011 года Марко покинул московский клуб и перешёл в «Лилль». В «Лилле» стал основным игроком, за 6 сезонов в чемпионате Франции провёл 156 матчей и забил 11 мячей. Завершил карьеру после сезона 2016/17.

### Карьера в сборной
Марко выступал за молодёжную сборную Сербии и Черногории, в составе которой в 2004 году завоевал серебряную медаль чемпионата Европы. В составе сборной участвовал в олимпийском футбольном турнире в Афинах (2004), где сербы заняли последнее место в своей отборочной группе.
16 августа 2006 года Марко получил вызов от Сербии на первый после распада государства на Сербию и Черногорию матч против Чехии, но не приехал — по видимости, из-за травмы. Больше официальных вызовов от сербов он не получал, а принадлежность его определённой сборной стала объектом спекуляций в прессе.
В 2007 году он постоянно заявлял в черногорских СМИ, что хочет играть за Черногорию. В марте 2007 года Марко получил приглашение принять участие в первом матче сборной Черногории. Тем не менее, на матч он так и не приехал, объяснив своё отсутствие «объективными обстоятельствами». В конце мая официальные лица предприняли ещё одну попытку связаться с Башей, которую он проигнорировал, и в результате не был включен в состав сборной, принимавшей участие в японском турнире Курин Кап. Очередная попытка была предпринята в августе 2008 года, когда футболист был приглашён на товарищеский матч против Словении. Главный тренер сборной Черногории Зоран Филипович пригрозил, что Башу больше не вызовут в сборную, если он не явится на эту встречу. Игрок просто проигнорировал вызов, он не приехал на матч и даже не связался с футбольной федерацией. В интервью Баша объясняет своё отсутствие в обеих сборных так: он отказался от их вызовов из-за проблем с чиновниками из футбольных федераций, а не из-за конфликтов с тренерами.
Впрочем, в последних интервью Марко комментирует ситуацию вокруг национальных команд по-другому: «Я принял решение не играть ни за Сербию, ни за Черногорию. Мой отец — черногорец, а мать — сербка. Они живут в столице Черногории Подгорице, и я не хотел бы, чтобы у них возникли какие-то проблемы. Во всяком случае я не хочу рисковать. Для меня это вообще одна и та же страна. Я воспринимаю Сербию и Черногорию как единое целое. Однако разделение тем не менее произошло».
В марте 2009 года Баша вновь был приглашён в сборную Черногории, и на этот раз он принял решение о выступлениях за новую национальную сборную. Дебют состоялся 28 марта в матче со сборной Италии (0:2), Баша сыграл все 90 минут.

## Достижения
- Серебряный призёр молодёжного чемпионата Европы по футболу: 2004

## Статистика
| Клуб      | Сезон   | Лига | Лига | Кубки | Кубки | Еврокубки | Еврокубки | Итого | Итого |
| Клуб      | Сезон   | Игры | Голы | Игры  | Голы  | Игры      | Голы      | Игры  | Голы  |
| --------- | ------- | ---- | ---- | ----- | ----- | --------- | --------- | ----- | ----- |
| Локомотив | 2008    | 11   | 0    | 0     | 0     | 0         | 0         | 11    | 0     |
| Локомотив | 2009    | 12   | 1    | 1     | 0     | 0         | 0         | 13    | 1     |
| Локомотив | 2010    | 22   | 0    | 1     | 0     | 1         | 0         | 24    | 0     |
| Локомотив | 2011-12 | 3    | 0    | 0     | 0     | 0         | 0         | 3     | 0     |
| Локомотив | Итого   | 48   | 1    | 2     | 0     | 1         | 0         | 51    | 1     |